# Alicia Masters
Alicia Masters est un personnage de fiction appartenant à l'univers de Marvel Comics. Créé par le scénariste Stan Lee et le dessinateur Jack Kirby, elle est apparue pour la première fois dans Fantastic Four #8 en 1962. Alicia Masters est une sculptrice aveugle qui apparaît régulièrement dans les aventures des Quatre Fantastiques.

## Biographie du personnage
Enfant, elle est victime d'une explosion qui la rend aveugle et coûte la vie à son père. Sa mère se remarie avec l'associé de son père, Philip Masters, qui devient par la suite le Maître des Maléfices. Ce dernier élève Alicia après la mort de sa femme. Malgré sa cécité, elle devient une brillante sculptrice.
Lorsque son beau-père tente de prendre le contrôle des Quatre Fantastiques, elle intervient et cause sa défaite. Elle découvre que, sous son aspect effrayant, la Chose / Ben Grimm cache un cœur généreux et elle entame une relation amoureuse avec lui.
Plus tard, le Surfer d'Argent envoyé par Galactus arrive sur Terre. Malgré son pouvoir cosmique, il est blessé par la Chose mais Alicia décide de le soigner. Touché par tant de compassion, le Surfer d'Argent décide de sauver l'espèce humaine et se retourne contre son maître Galactus au moment où celui-ci s'apprête à détruire la planète.
La relation de Ben et Alicia devenant de plus en plus sérieuse, ils envisagent le mariage mais Ben vit de plus en plus mal le fait qu'elle soit souvent en danger parce qu'il la fréquente. Alicia est même hospitalisée après une attaque d'Annihilus. Malheureusement, au moment où ils vont prendre une décision définitive, Ben est transporté dans le monde du Beyonder alors qu'Alicia est enlevée par les Skrulls.
Après son enlèvement, c'est la Skrull Lyja qui prend sa place grâce à son pouvoir de métamorphe, et imite sa personnalité. Elle épouse même la Torche, au grand désespoir de la Chose qui est persuadé qu'il s'agit de la vraie Alicia. Quand cette dernière est enfin libérée, elle décide, d'un commun accord avec Ben, de mettre fin à leur relation amoureuse.
Plus récemment, Alicia a connu une brève aventure avec le Surfer d'Argent mais celui-ci préfère rester dans l'espace tandis qu'elle retourne sur Terre à son atelier de sculpteur.
Durant le run de Dan Slott, elle épouse Ben Grimm et adopte avec lui 2 enfants, une skrull et un kree. Elle semble par ailleurs posséder les mêmes pouvoirs de manipulation que son beau-père, le maître des maléfices.

## Apparitions dans d'autres médias

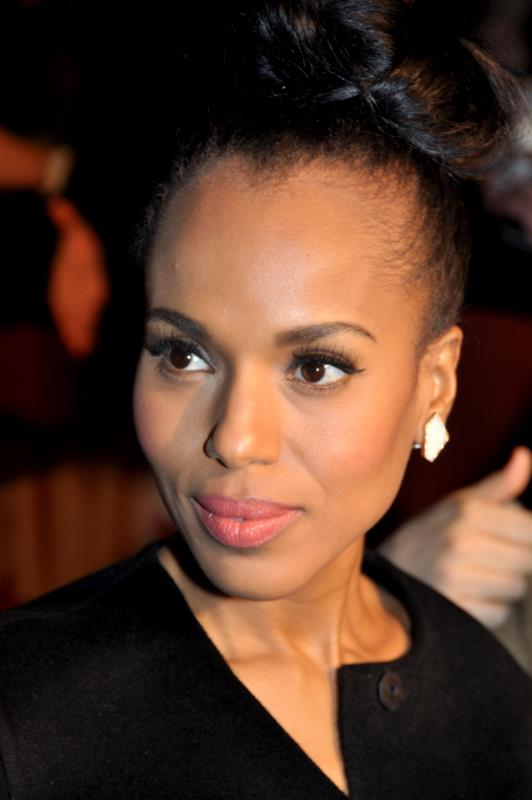
Kerry Washington incarne Alicia Masters dans Les 4 Fantastiques (2005 et 2007)

Sauf indication contraire, les informations mentionnées dans cette section peuvent être confirmées par la base de données cinématographiques IMDb,  présente dans la section « Liens externes ».

### Films
Interprétée par Kerry Washington
- 2005 : Les 4 Fantastiques réalisé par Tim Story –  Alicia Masters et la Chose sont également attirés l'un par l'autre.
- 2007 : Les 4 Fantastiques et le Surfer d'argent réalisé par Tim Story – A la différence des comics, Alicia n'interagit pas avec le Surfer d'Argent. C'est Susan Storm qui pousse le Surfer à se rebeller contre son maître Galactus.

### Télévision
- 2006 : Les Quatre Fantastiques (série d'animation)

## Sources
Encyclopédie Marvel : Fantastic Four de A à Z, Marvel France, 2005